# Вибух автомобіля в Лас-Вегасі
1 січня 2025 року приблизно о 8:39 ранку за північноамериканським тихоокеанським часом автомобіль Tesla Cybertruck вибухнув біля головного входу готелю Trump International Hotel Las Vegas у місті Парадайз, штат Невада, США. Єдиний пасажир автомобіля загинув від пострілу в голову, який він здійснив самостійно безпосередньо перед вибухом, а семеро перехожих отримали поранення внаслідок вибуху. Влада встановила, що у вантажівці знаходилися феєрверки та газові балони, які спричинили вибух і пожежу.
Правоохоронні органи ідентифікували водія і ймовірного винуватця як Метью Алана Лівелсбергера, уродженця США, діючого військовослужбовця Сил спеціальних операцій армії США з Колорадо-Спрінгс, штат Колорадо, який перебував у відпустці з місця служби за кордоном. Федеральне бюро розслідувань наразі розглядає інцидент як потенційний терористичний акт.
Лівелсбергер залишив два листи, у яких заперечував, що є терористом, але зізнався у використанні вибухівки, щоб донести політичне послання та полегшити свій психічний стан. 31 грудня 2024 року він також надіслав електронний маніфест Самуелю Шоумейту, відставному офіцеру військової розвідки, в якому стверджував, що перебуває під наглядом американських спецслужб через свої знання передових військових технологій і таємних операцій, зокрема приховування воєнних злочинів США, вчинених у травні 2019 року в провінції Німруз, Афганістан. Цю заяву підтверджує Організація Об'єднаних Націй. Однак зміст маніфесту суперечить цифровим листам, які, як вважається, Лівелсбергер написав за 10 днів до інциденту та які були знайдені на його телефоні. У цих листах більше уваги приділяється особистій кризі психічного здоров'я, а не опису таємних операцій, згаданих у його пізнішому маніфесті.
Вибух Cybertruck став одним із двох нападів із використанням транспортних засобів, що сталися в США 1 січня 2025 року. Інший випадок — теракт у Новому Орлеані, що трапилася за кілька годин до цього. Обидва нападники раніше служили на базі Форт Ліберті.

## Інцидент
Приблизно о 7:30 ранку за північноамериканським тихоокеанським часом (PST) вантажівка прибула до Лас-Вегаса. Транспортний засіб було орендовано в штаті Колорадо через сервіс Turo, який надає послуги каршерингу між приватними особами. Влада підозрює, що автомобіль було оснащено системою детонації, яка складалася з феєрверків, газових балонів та пального для кемпінгу. О 8:39 ранку водій припаркував вантажівку у під'їзді готелю Trump International Hotel Las Vegas, після чого стався вибух, і автомобіль загорівся. Перші повідомлення про пожежу надійшли через дві хвилини.
Перші рятувальники прибули на місце події через чотири хвилини й загасили пожежу протягом години. За словами генерального директора Tesla Ілона Маска, автомобіль функціонував справно. Вибух завдав лише незначних пошкоджень автомобілю й не розбив скляні двері при вході в лобі готелю. Готель було евакуйовано, а більшість гостей переміщено в інші місця.

## Жертви
Сім перехожих отримали незначні поранення. Двох із них було доставлено до Університетського медичного центру Південної Невади. Усі семеро постраждалих перебувають у стабільному стані.

## Підозрюваний
Сидячи на водійському місці автомобіля, єдиний пасажир здійснив смертельний постріл у голову перед вибухом; зброя була знайдена біля його ніг. Федеральне бюро розслідувань ідентифікувало його як Метью Алана Лівелсбергера, 37-річного військовослужбовця Сил спеціальних операцій армії США з Колорадо-Спрінгс, штат Колорадо, який перебував у відпустці. Незважаючи на те, що тіло було «обгорілим до невпізнання», влада мала підозри щодо його особи ще до підтвердження за медичними записами. У транспортному засобі також були знайдені штурмова гвинтівка та два пістолети.

## Розслідування
Федеральне бюро розслідувань розпочало розслідування вибуху того ж дня. Інцидент розглядається як можливий терористичний акт. Президент Джо Байден був поінформований про подію. Слідчі також досліджували можливий зв'язок із терактом у Новому Орлеані, який стався кількома годинами раніше і для якого також використовувалася та сама платформа каршерингу. Згодом ФБР повідомило, що остаточного зв'язку між цими двома інцидентами встановлено не було. Tesla провела незалежне розслідування. Слідчі припускали, що Лівелсбергер міг використати автомобіль Tesla для атаки на будівлю Трампа, але прагнули уникати негайного висновку про політичний мотив.
Експерти з електромобілів, яких опитала The Washington Post, зазначили, що матеріали, які були підірвані в автомобілі, створили значну кількість тепла та пожежу, але вибух виявився «низькоякісним», завдавши лише незначних пошкоджень автомобілю та навколишній території.
Дядько Лівелсбергера в інтерв'ю The Independent припустив, що вибух міг статися через механічну несправність автомобіля, і був здивований, дізнавшись про причетність племінника. Він описав Лівелсбергера як патріотичного «суперсолдата», який добре володів вибухівкою, та припустив, що той міг використати більш ефективні засоби, ніж «пропанові балони та пальне для кемпінгу». Інший близький родич назвав його солдатом, який мріяв стати членом Сил спеціальних операцій ще з дитинства, і зазначив, що Лівелсбергер досяг своєї мети.
Незважаючи на полегшення з боку місцевої та федеральної влади через низький рівень втрат і незначні пошкодження, обставини інциденту викликали багато питань у слідчих і колег Лівелсбергера зі спецпідрозділів. Кілька військових припустили, що з його підготовкою він міг завдати значно більшої шкоди, якщо б це було його метою. Хоча Лівелсбергер формально не займався вибуховими матеріалами, його навички як члена «команди А» включали підготовку у цій сфері, особливо з огляду на його бойовий досвід.
ФБР підозрювало, що Лівелсбергер страждав від посттравматичного стресового розладу (ПТСР) та інших психічних проблем, спричинених військовою службою, а також що сімейні труднощі могли вплинути на його психічний стан. Слідчі встановили, що він використав «комбінацію феєрверків, газових балонів та пального для кемпінгу», активованих за допомогою пристрою. Записи у його щоденнику з 21 до 31 грудня 2024 року свідчать про те, що він відстежував придбання необхідних матеріалів. Подкастер і колишній офіцер Сил спеціальних операцій Френ Раччіоппі припустив, що це міг бути «зірваний» теракт, але також наголосив на ширшій проблемі психічного здоров'я серед ветеранів спецпідрозділів, які часто стикаються з ризиком травматичних ушкоджень мозку. Лівелсбергер зізнався своїй колишній дівчині, що під час служби отримав травматичне ушкодження мозку, яке призвело до проблем із пам'яттю, труднощів із концентрацією, напружених стосунків і почуття провини за свої дії на полі бою. Вона вважає, ці симптоми ознаками травми голови чи тіла, які могли спричинити погіршення психічного здоров'я, і зауважила, що подібні ушкодження, на жаль, закінчувалися самогубствами для кількох ветеранів, яких вона знала.